# The Statler Brothers
I The Statler Brothers sono stati un gruppo musicale country e gospel statunitense originario di Staunton, Virginia e attivo dal 1955 al 2002.
Gli Statler Brothers sono stati il gruppo vocale, in studio e dal vivo, di Johnny Cash dal 1964 al 1972.
A seguito di tale collaborazione la band ha proseguito una carriera solistica di successo, pubblicando numerosi album, molti dei quali di musica gospel, fino allo scioglimento avvenuto nel 2002.
Nel corso degli anni gli Statler Brothers hanno venduto oltre 25 milioni di dischi ed hanno ricevuto numerosi riconoscimenti, inclusi tre Grammy Awards. La band ha ricevuto dieci dischi d'oro e tre dischi di platino negli Stati Uniti.
Il gruppo è stato inserito nella Gospel Hall of Fame nel 2007 e nella Country Music Hall of Fame nel 2008.

## Carriera
All'inizio della storia del gruppo, prima che il gruppo assumesse il nome di "The Statler Brothers", Joe McDorman si esibiva come frontman, accompagnato da Lew DeWitt, Phil Balsley e Harold Reid.
Nonostante il nome, nessun membro del gruppo, a parte Don Reid e Harold Reid, erano imparentati e nessuno faceva di cognome Statler, nome che fu scelto per scherzo dopo che il gruppo, che al tempo era in tour, notò il nome su un'etichetta di un'azienda produttrice di tessuti.
Gli Statlers si sono esibiti assieme per la prima volta nella Lyndhurst Methodist Church, vicino alla loro città natale di Staunton, in Virginia, con il nome di "The Four Star Quartet".
Nel 1964, hanno iniziato a lavorare come band di apertura e come coristi per Johnny Cash, con il quale hanno stretto un legame professionale e personale molto forte. Questo periodo della loro carriera è raccontato in una delle loro successive canzoni, "We Got Paid by Cash" che narra del loro rapporto amichevole con il cantautore. La band era presenza fissa nel programma The Johnny Cash Show. Successivamente gli Statlers, per concentrarsi sulla propria carriera, hanno lasciato Johnny Cash e hanno cominciato a pubblicare musica in modo autonomo.
Negli anni '80 il gruppo riscosse un grande successo commerciale, ottenendo il ruolo di conduttori per il programma The Statler Brothers Show, in onda tra il 1991 e il 1998, e trasmesso dalla TNN.
Durante la loro carriera, gli Statler, hanno acquisito molto del loro fascino grazie all'aggiunta di numerosi elementi comici e di parodie come intermezzo per i loro programmi e le loro esibizioni; molti sketch e molta dell'energia sprigionata nei loro live era dovuta al talento e comico del membro del gruppo Harold Reid, che era particolarmente noto per la sua tipica voce da basso.
Gli Statlers hanno guadagnato il primo posto nelle classifiche dei brani country più venduti ben quattro volte con: "Do You Know You Are My Sunshine?" nel 1978, "Elizabeth" nel 1984 e nel 1985 con "My Only Love" e con "Too Much on My Heart".
DeWitt si è ritirato dagli Statler Brothers nel 1982 a causa di problemi di salute, a causa dei quali morirà nel 1990. Egli fu sostituito dal tenore Jimmy Fortune.
Il gruppo ha continuato a pubblicare, scrivere ed esibirsi fino allo scioglimento avvenuto a seguito di una tournée di addio per i fan nel 2002. L'ultimo concerto del gruppo si è svolto nell'arena di 10'000 posti "Salem Civic Center" nella città di Salem, Virginia (stato di origine del gruppo) il 26 ottobre 2002. Un disco del concerto, il terzo dal vivo del gruppo, è stato pubblicato nel 2003.
Harold Reid è morto il 24 aprile 2020, a seguito una lunga battaglia con l'insufficienza renale, all'età di 80 anni.

## Influenza e stile musicale
La band è ampiamente riconosciuta come una delle migliori nel mondo della musica gospel e country.
Inizialmente esponenti della cosiddetta Southern Gospel Music, gli Statler furono in grado di interpretare anche brani pop e di country neotradizionale.
Vincitori di numerosi premi, furono particolarmente apprezzati dalla critica musicale e dai colleghi, tra i quali Dolly Parton e Ricky Skaggs, che in più occasioni li hanno menzionati come importante influenza.

## Formazione
- Joe McDorman – frontman (1955–1960)
- Lew DeWitt – tenore (1955–1982); (morto nel 1990)
- Phil Balsley – baritono (1955–2002)
- Harold Reid – basso (1955–2002); (morto nel 2020)
- Don Reid – frontman (1960–2002)
- Jimmy Fortune – tenore (1982–2002)

## Premi e riconoscimenti
- Grammy Awards: 3 (1965, 1965, 1972)
- Academy of Country Music: 2 "Top Vocal Group" (1972, 1977)
- Country Music Association: 9 "Vocal Group of the Year" (1972, 1973, 1974, 1975, 1976, 1977, 1979, 1989, 1984)
- Country Music Hall of Fame: inseriti nel 2008
- Gospel Hall of Fame: inseriti nel 2007
- American Music Award: 3 (1979, 1980, 1981)

## Discografia

### Album in studio
- Flowers on the Wall (1966)
- Sing the Big Hits (1967)
- How Great Thou Art (1969)
- Bed of Rose's (1970)
- Pictures of Moments to Remember (1971)
- Innerview (1972)
- Country Music Then and Now (1972)
- Country Symphonies in E Major (1972)
- Carry Me Back (1973)
- Thank You World (1974)
- Alive at the Johnny Mack Brown High School (1974);
- Sons of the Motherland (1974)
- Holy Bible Old Testament (1975) - Disco d'oro USA
- Holy Bible New Testament (1975) - Disco d'oro USA
- Harold, Lew, Phil and Don (1976)
- Country America Loves (1977)
- Short Stories (1977)
- Entertainers...On and Off the Record (1978) - Disco d'oro USA
- Christmas Card (1978) - Disco di platino USA
- The Originals (1979) - Disco d'oro USA
- 10th Anniversary (1980) - Disco d'oro USA
- Years Ago (1981)
- The Legend Goes On (1982)
- Today (1983) - Disco d'oro USA
- Atlanta Blue (1984) - Disco d'oro USA
- Pardners in Rhyme (1985) - Disco d'oro USA
- Christmas Present (1985)
- Four for the Show (1986)
- Radio Gospel Favorites (1986)
- Maple Street Memories (1987)
- Music, Memories, and You (1990)
- All American Country (1991)
- Words and Music (1992)
- Gospel Favorites (1992) - Disco d'oro USA
- Home (1993)
- Showtime (2001)
- Amen (2002)

### Raccolte
- The World of the Statler Brothers (1973)
- The Best of the Statler Bros. (1975) - Triplo disco di platino USA, Disco d'oro Canada
- Holy Bible: The Old and New Testaments (1978)
- The Best of the Statler Bros. Rides Again, Vol. II (1979) - Disco d'oro USA
- The Statlers' Greatest Hits (1988)
- 30th Anniversary Celebration (1994)
- The Complete Lester (1994)
- Legendary Country Singers (1995)
- The Statler Brothers Sing the Classics (1995)
- The Gospel Spirit (2004)
- 20th Century Masters – The Christmas Collection: The Best of the Statler Brothers (2004)
- The Definitive Collection (2005)
- Gold (2006)
- The Gospel Music of the Statler Brothers Volume 1 (2010)
- The Gospel Music of the Statler Brothers Volume 2 (2010)
- Icon (2010)
- The Complete Original Albums Collection (2012)
- The Complete Mercury Christmas Recordings (2014)

### Album dal vivo
- Live and Sold Out (1989)
- Farewell Concert (2003)
- Best from the Farewell Concert (2013)